# St. Elisabeth (Berlin-Schöneberg)
St. Elisabeth ist eine katholische Filialkirche im Ortsteil Schöneberg des heutigen Berliner Bezirks Tempelhof-Schöneberg. Ihre Patronin ist die heilige Elisabeth von Thüringen. Der Sakralbau wurde 1911 als einschiffige Langhauskirche errichtet, deren straßenseitiger Querriegelbau mit roten Klinkern verblendet ist. Die Kirche steht unter Denkmalschutz.

## Geschichte
Die St.-Elisabeth-Kuratie wurde 1912 mit mehr als 7000 Katholiken gegründet, das bedeutet, die St.-Elisabeth-Kirche war noch nicht Pfarrkirche, als sie konsekriert wurde. Die Muttergemeinde war die Pfarrei von St. Matthias. Erst am 1. August 1920 wurde die Kuratie St. Elisabeth zur Pfarrei erhoben. Schon früh entstand der Plan, auf der sogenannten „Roten Insel“ von Schöneberg, der Ortslage, die zwischen der Potsdamer Bahn und der Anhalter Bahn liegt, eine katholische Kirche zu bauen. Im Jahr 1904 bat der Pfarrer der St.-Matthias-Pfarrei in einem offenen Brief die Katholiken der Reichshauptstadt um Unterstützung für den Bau einer dringend notwendigen Kirche auf diesem Teil des Pfarrgebietes. Am 22. August 1906 wurde ein bebautes Grundstück gegenüber dem Friedhof der Zwölf-Apostel-Gemeinde in der  Kolonnenstraße 38/39 erworben. Weil kein Geld für den Kirchenbau vorhanden war, wurde zunächst ein Gärtnerhaus zu einer provisorischen Kapelle umgebaut, die am 19. Dezember 1907 ihre kirchliche Weihe erhielt. In der für 150 Personen eingerichteten Kapelle drängten sich an Sonn- und Feiertagen rund 320 Gottesdienstbesucher. Am 7. November 1909 wurde auf dem hinteren Teil des Grundstücks das fünfgeschossige St.-Elisabeth-Waisenhaus für 100 Kinder eingeweiht. Betrieben wurde es von Dominikanerinnen, deren Mutterhaus das Kloster Arenberg war. Die Kapelle wurde in das Erdgeschoss des Hauses verlegt.
Im Jahr 2004 wurde die Gemeinde St. Elisabeth wieder mit der von St. Matthias vereinigt.

## Baubeschreibung
Das Bauwerk ist in die geschlossene Bebauung eingefügt. Das Kirchenschiff ist von der Straße aus nicht zu sehen, weil es sich als linker Seitenflügel im Hof erstreckt. Nur zum Hof hat das Kirchenschiff Fenster, dagegen nicht auf der zum Nachbargrundstück grenzenden Seite.

### Querriegel
Die senkrecht gegliederte Fassade des Mauerwerksbaus ist mit roten Klinkern verblendet. Der Querriegelbau, in dem sich die Eingangshalle befindet, wird von zwei schlanken oktogonalen Treppentürmen in 3⁄8-Stellung mit spitzen oktogonalen Helmen flankiert. Das Doppelportal mit darüber liegendem, dreifach unterteiltem Spitzbogenfenster liegt in einer abgetreppten Nische. Das große, darüber sich befindende Maßwerkfenster besteht aus zwei vierbahnigen Spitzbogenfenstern und einer Fensterrose. Über dem Fries aus schmalen Spitzbögen in Breite des Portals befindet sich das Glockengeschoss mit spitzbogigen Schallöffnungen. Darüber erhebt sich ein steiles Walmdach mit oktogonalem Dachreiter.

### Kirchenschiff
Das Kirchenschiff verläuft in Nord-Süd-Richtung, im Norden liegt der eingezogene rechteckige Chor. Aus der ebenerdigen rippengewölbten Eingangshalle im Querriegelbau führen seitlich abgewinkelte Treppen in den Kirchenraum im Hochparterre, während sich im Tiefparterre Gemeindesäle befinden. Das Innere, eine saalartige Wandpfeilerkirche mit vier schmalen querrechteckigen Jochen, wird von einem Tonnengewölbe mit ausgeprägten Gewölberippen überspannt, das auch als Netzgewölbe angesehen werden kann. Drei der vier Joche enthalten auf der Seite zum Hof je ein großes spitzbogiges Fenster. Die linken Jochseiten haben sogenannte Blendfenster. Über der Eingangshalle befindet sich eine Empore mit hölzerner Brüstung, die sich über die gesamte Breite des Raumes erstreckt. Mittig steht auf ihr der Spieltisch der Orgel, letztere selbst wiederum auf einer weiteren Empore in der Ecke. Ein emporenförmiger Gang aus Holz an der Blendfensterwand führt zur Chorempore. Die rückwärtige Wand des bis zur Höhe der Türen vertäfelten Kirchenraumes besitzt seitlich jeweils zwei Doppelzugänge und in der Mitte, unterhalb eines Reliefbildes, eine Öffnung zur Eingangshalle, wo sich das Ziborium des Tauferkers befand.

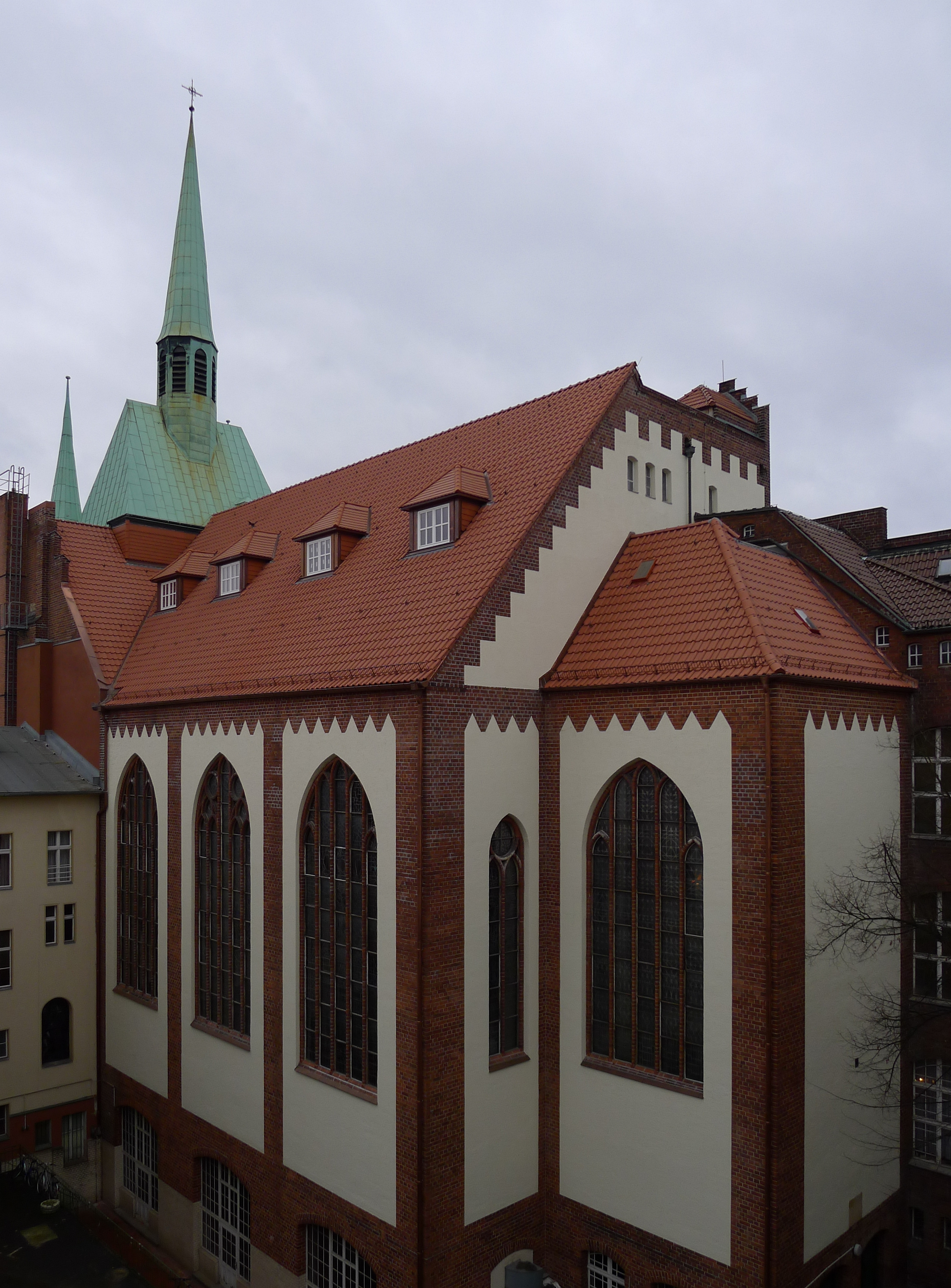
Kirchenschiff von St. Elisabeth

Bei der Umgestaltung in den Jahren 1979/1980 wurde der Volksaltar in den Kirchenraum hineingezogen, das Taufbecken in die Mitte des Raumes gestellt und die Sakristei durch Schließung der ehemaligen Kapellennische an der linken Chorstirnwand erweitert. Umgruppiert wurden das Kirchengestühl, die Kreuzwegstationen und die Beichtstühle.

### Chor
Der quadratische Chorraum bildet den vorderen Abschluss, er ist halb so breit und auch nicht so hoch wie das Kirchenschiff. Oben ist er mit einem Sterngewölbe mit kleinteiliger Netzstruktur abgeschlossen. Sein Licht erhält der Chorraum durch ein mehrteiliges Maßwerkfenster an der Ostseite. An der Wand am Ende des Chores befindet sich über der Kreuzigungsgruppe das Fresko Die Krönung des Menschensohnes, die sogenannte allerheiligste Dreifaltigkeit. Es wurde 1929 von Gebhard Fugel gemalt. Von ihm, dem nachgesagt wird, im realistischen Stil der Nazarener-Nachfolge zu malen, stammt auch der Kreuzweg. Als Symbol für den Heiligen Geist befindet sich die Taube zwischen der unteren und oberen Bildhälfte. Die obere Hälfte zeigt Jesus und Gott auf dem gleichen Thron sitzend. Das Fresko auf dem Bogenfeld des Triumphbogens an der Stirnseite des Kirchenschiffes stammt ebenfalls von Gebhard Fugel. Im Fresko wird das Jüngste Gericht dargestellt. Christus thront inmitten der zwölf Apostel, davor kniend Maria und Johannes der Täufer, an der rechten Seite unterhalb von Trompeten blasenden Engeln des Jüngsten Gerichts ist die Gruppe der Verdammten mit dem Teufel zu sehen, an der linken Seite die Gruppe der Geretteten mit einem Engel.

### Glocken
Der Gussbeginn für die fünf Glocken des Kirchengeläuts war am 19. August 1959 in der Glockengießerei Rudolf Perner in Passau, die Glockenweihe am 20. November 1960. Am 25. November 1960 ertönten sie zum ersten Mal.
| Name                 | Material | Schlagton | Gewicht (kg) | Durchmesser (cm) | Höhe (cm) | Darstellung/Inschrift                                            |
| -------------------- | -------- | --------- | ------------ | ---------------- | --------- | ---------------------------------------------------------------- |
| Christkönig-Glocke   | Bronze   | d'        | 1600         | 141              | 109       | Christkönig-Bild                                                 |
| Marien-Glocke        | Bronze   | e'        | 1192         | 126              | 100       | Marien-Bild                                                      |
| Elisabeth-Glocke     | Bronze   | fis'      | 0841         | 113              | 086       | Elisabeth-Bild, am Glockenrand: „S. Elisabeth, Gloria Teutoniae“ |
| Paulus-Glocke        | Bronze   | a'        | 0485         | 094              | 070       | Paulus-Bild                                                      |
| Verkündigungs-Glocke | Bronze   | h'        | 0347         | 084              | 067       | Bild Maria Verkündigung                                          |

Der umlaufende lateinische Schriftzug am oberen Glockenrand der Elisabeth-Glocke „S. Elisabeth, Gloria Teutoniae“ heißt auf Deutsch: „Elisabeth, du Ruhm Deutschlands“. Dieser Ehrentitel steht auf ihrem Grabmal in Marburg.

### Fenster
Sämtliche Kirchenfenster wurden im Zweiten Weltkrieg zerstört. Das Verkündigungsfenster über der Madonna bzw. der Weihnachtskrippe  sowie die drei großen Kirchenfenster wurden nach Entwürfen von Ludwig Peter Kowalski erneuert und durch die Werkstätten Puhl & Wagner ausgeführt. Ein weiterer Eingang zum Kirchenraum befindet sich in einem kleinen Vorraum im Treppenhaus des Nachbargebäudes. Dieser Vorraum wird erhellt durch das moderne kleine Elisabethfenster nach einem Entwurf von Paul Corazolla. Es zeigt eine gekrönte Elisabeth mit Heiligenschein, wie sie einem Nackten ein Gewand reicht.

#### Großes Elisabethfenster
Das Elisabethfenster in der rechten Kirchenwand, das erste Hauptfenster links, stellt die heilige Elisabeth mit ihren Zeitgenossen, den heiligen Franz von Assisi und Thomas von Aquin dar.

#### Marienfenster
Das mittlere Marienfenster zeigt Maria mit dem Göttliches Kind als Erlöser der Welt, als Gesetzgeber und Künder der Frohen Botschaft auf ihrem Schoß. Das Fenster ist der Dank für die Errettung der Kirche aus den Kriegswirren.

#### Bistumsfenster
Das Bistumsfenster schließlich zeigt die Berliner Bistumsheiligen, links der heilige Simon Petrus, rechts der heilige Otto von Bamberg, dazwischen die heilige Hedwig von Andechs, die Patronin der Berliner Bischofskirche.

### Ausstattung
Aus Holz sind sowohl die Kirchenbänke, die Wandvertäfelung und der Parkettfußboden als auch die Altäre, die Kanzel und viele andere Ausstattungsgegenstände.

#### Hochaltar

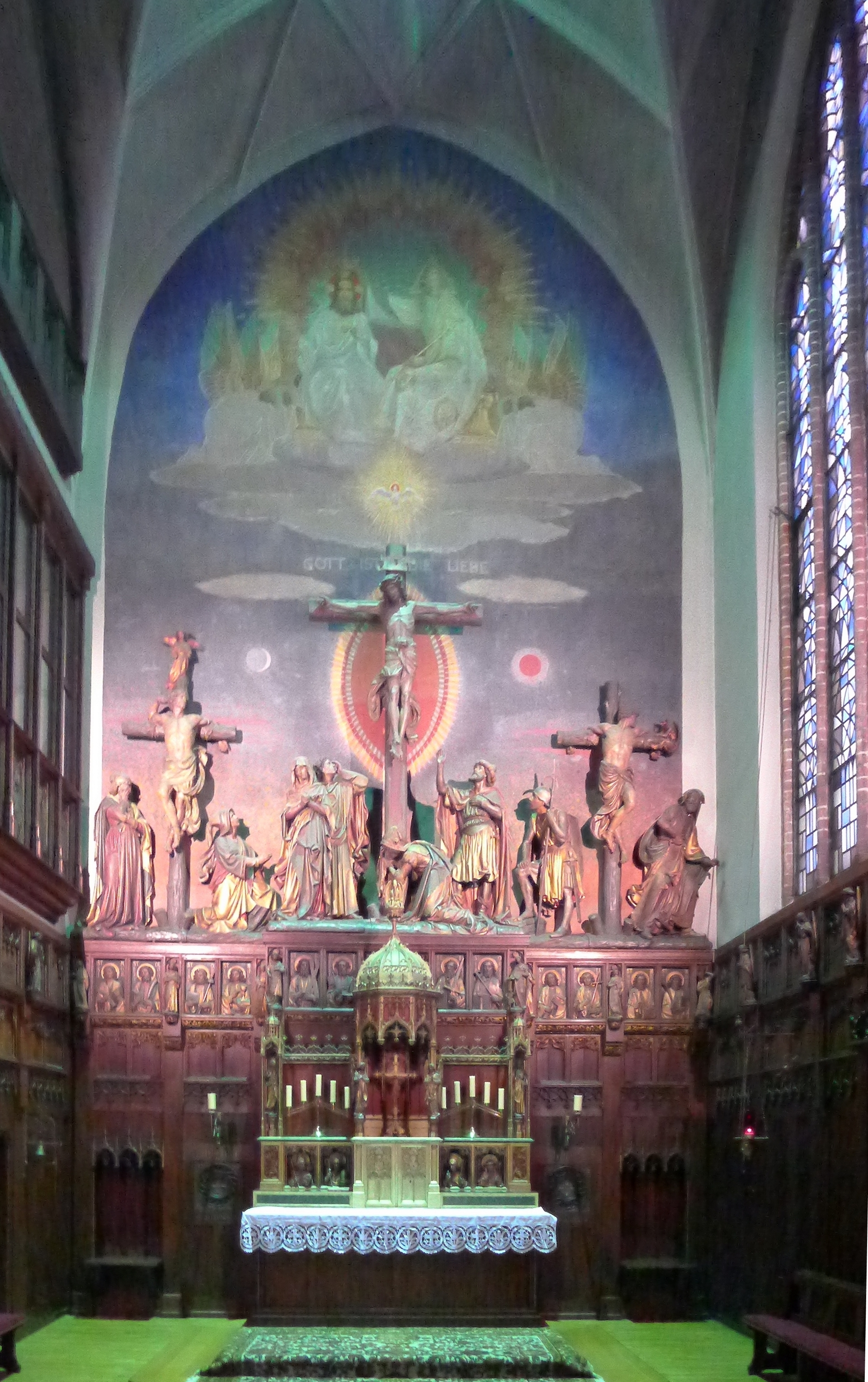
Hochaltar von St. Elisabeth

Die Figuren des Hochaltars aus dem Jahr 1911, aus Holz geschnitzt, wie fast alle figürlichen Darstellungen im Kirchenraum, stammen von Anton Mormann. Die Mensa und das Altarretabel des Hochaltars sind ebenfalls aus Holz. In der Mitte der Predella befindet sich der Tabernakel mit einem als Kuppeldach ausgebildeten Baldachin, auf dessen Spitze ein Pelikan sitzt, Sinnbild für den Heiland, der sein Leben für die Menschheit gab. Die beiden Türen des Tabernakels tragen je einen Engelkopf. Auf jeder Innenseite ist ein Lilienkreuz aufgemalt. Neben dem Tabernakel befinden sich die holzgeschnitzten Brustbüsten der vier großen abendländischen Kirchenlehrer Gregor, Ambrosius, Augustinus und Hieronymus. In der Reihe darüber befindet sich eine Nische, die der Aufnahme des Altarkreuzes bzw. der Monstranz dient, beidseitig flankiert von einem betenden Engel. An jeder Außenseite steht unter einem kleinen gotischen Baldachin eine Heiligenfigur, links die Patronin dieser Kirche, die heilige Elisabeth, rechts der heilige Matthias, Patron der Muttergemeinde von St. Elisabeth. Den oberen Abschluss des Hochaltares bildet ein Relief von vier Aposteln. Dieses Relief wird links und rechts des Hochaltares in der Chorwandvertäfelung fortgesetzt, so dass sich über die gesamte Chorwandbreite ein Fries aus Brustbildern der zwölf Apostel ergibt.

#### Kreuzigungsgruppe
Die lebensgroße Kreuzigungsgruppe über dem Hochaltar wurde 1911 von Anton Mormann gefertigt. Die aus massivem Holz geschnitzte Gruppe bestand zunächst nur aus sieben Hauptfiguren. 1920 wurde diese Gruppe um vier weitere Figuren erweitert. Die vergoldete und bemalte Kalvarienberggruppe erinnert an die Passionsdarstellungen des Barock.

#### Volksaltar
Die Frontseite des 1922 geschaffenen Volksaltars ist mittels kannelierter Pilaster gegliedert. In das mittlere Feld der dreigeteilten Täfelung stehen die Worte Ave Maria.

#### Tauferker
In der Mitte der Eingangshalle befinden sich die Reste eines Tauferkers, der 1911 von Anton Mormann geschaffen wurde. Im Kriegsjahr 1944 ist das Ziborium durch Bombeneinwirkung zerstört worden. Der untere Erkerteil mit den Reliefs auf den drei Blendfenstern ist original erhalten.

#### Elisabeth-Altar
Der Flügelaltar von Rudolf Heltzel, der sich an der Westwand befindet, wurde am 19. November 1956 geweiht. Im Mittelteil der Altarretabel befindet sich ein Relief der heilige Elisabeth. Ihr Mantel liegt über einem Modell der Kirche, in der rechten Hand hält sie einen Brotlaib. Die Intarsien auf den beiden klappbaren Flügeln stellen Szenen aus ihrem Leben dar.

#### Reliefbild
Das Reliefbild Jesus segnet die Kinder von Anton Mormann an der Rückseite des  Kirchenraums wird von den beiden Patronen der Jugend flankiert, dem heiligen Aloisius und der heiligen Agnes.

#### Marienstatue
Die lebensgroße Immakulata-Statue der Maria, 1922 von Wilhelm Haverkamp aus Eichenholz geschnitzt, steht außerhalb der Weihnachtszeit, in der sie der Weihnachtskrippe Platz machen muss, vor der rechten Chorstirnwand. Sie ähnelt der Maria aus der Kreuzigungsgruppe.

#### Weihnachtskrippe
Die Figuren der Weihnachtskrippe wurden in den Jahren 1937 bis 1939 von einem Herrgottschnitzer aus Oberammergau angefertigt. Sie sind farbig lasiert. Das Stallgebäude wird in der Weihnachtszeit in der Ecke zwischen dem Verkündigungsfenster und dem Elisabethfenster aufgestellt.